# Вуячич, Мирко
Мирко Вуячич (серб. Мирко Вујачић, 1 сентября 1924, Голубовцы, Подгорица — 2 января 2016, Подгорица) — югославский легкоатлет, выступавший в метании копья и диска. Участник летних Олимпийских игр 1948 года.

## Биография
Мирко Вуячич родился 1 сентября 1924 года в югославском городе Голубовцы (сейчас в Черногории).
Выступал в легкоатлетических соревнованиях за «Партизан» из Белграда. В 1945 году стал чемпионом Югославии в метании гранаты. В 1946 году стал чемпионом Балканских игр в метании копья и диска.
В 1948 году вошёл в состав сборной Югославии на летних Олимпийских играх в Лондоне. В квалификации метания копья занял 8-е место, показав результат 62,53 метра, в финале стал 7-м, метнув на 64,89 и уступив 4,88 метра завоевавшему золото Тапио Раутавааре из Финляндии.
Дважды выступал на чемпионатах Европы в метании копья: в 1950 году в Брюсселе занял 4-е место (66,84), в 1954 году в Берне — 11-е (66,53).
Умер 2 января 2016 года в Подгорице.

## Личный рекорд
- Метание копья — 74,54 (1960)[1]

## Семья
Старший брат — Душан Вуячич (1918—1984), метатель копья. Также выступал на летних Олимпийских играх 1948 года, где занял 15-е место.
Братья Вуячичи стали первыми черногорскими легкоатлетами, участвовавшими в Олимпийских играх.